# 新藤兼人
新藤兼人（日语：新藤 兼人/しんどう かねと，1912年4月22日—2012年5月29日），日本电影导演、编剧。生于广岛市，幼年家庭贫困，在动荡中度过。小学毕业后，自谋生路。开始立志从事造型艺术，后又热心于电影。起初在京都摄影所，又转到东京摄影所。1937年参加《电影评论》征稿，获第一名。其後擔任美术设计助手。战后，拜知名導演溝口健二为师，后来有两部剧本被选为佳作，並在1947年相继拍成电影《望眼欲穿的女人》、《安城家的舞会》，新藤作为剧作家的地位开始被电影界承认。
1950年自编自导处女作《爱妻的故事》，一举成名，于是开创了日本独立制片的先驱样式。1952年摄制了《原子弹下的孤儿》。为了挽救处于经济危机中的独立制片——近代映协，他又拍摄了超低预算的《裸岛》，获得了意外的成功。除获国内《电影旬报》十佳作品奖外，还获得了1960年莫斯科电影节金奖。
除了《裸岛》外，《裸的19岁》(1970)也获莫斯科电影节金奖。1972年新藤被选为日本剧作家协会理事长。1975年，被授予朝日文化奖。1977年他创作的《竹山孤旅》获莫斯科电影节导演奖。在电影艺术上，他以具有强烈震撼力的纪实性而闻名于世。他作品中所贯穿的对于“性”的描写，已形成自己独特的风格。90年代他转向老人問题题材的创作。1995年创作《午后遗书》，获日本《电影句报》十佳作品奖第一名，并囊括了几乎日本国内的所有电影奖。1999年创作《我要活》获莫斯科国际电影节金奖。
2012年5月29日，因高齡年邁於自家住宅過世。

## 電影導演
- 愛妻物語(1951年)
- 原爆之子(1952年)
- 第五福龍丸(1959年)
- 裸之島(1960年)
- 人間(1962年)
- 母親(1963年)
- 鬼婆(1964年)
- 惡黨(1965年)
- 本能(1966年)
- 性的起源(1967年)
- 強蟲女與弱蟲男(1968年)
- 黑貓(1968年)
- 裸之十九歲(1970年)
- 觸角(1970年)
- 鐵輪(1972年)
- 導演的一生(1975年)
- 竹山孤旅(1977年)
- 絞殺(1979年)
- 北齋漫畫(1981年)
- 地平線(電影)(1983年)
- 落葉樹(1986年)
- 午後的遺言(1995年)
- 好想活著(1998年)
- 三文役者(2000年)
- 貓頭鷹 (日本電影)(2003年)
- 一封明信片(日本電影)(2011年)

## 電影編劇
- 座頭市渡海記(1966年)
- 激動的昭和史 沖繩決戰(1971年)

## 脚注
1. ↑  . 毎日新聞. 2012-05-30  [2012-05-30]. （原始内容存档于2012-07-10） （日语）.